# Damián Canuto
Damián Canuto (Rosario, Santa Fe, Argentina, 17 de abril de 1985) es un futbolista de Argentina. Juega como mediocampista. Actualmente se desempeña en Argentino de Marcos Juárez

## Clubes
| Club                       | País      | Año             |
| -------------------------- | --------- | --------------- |
| Central Córdoba de Rosario | Argentina | 2006 - 2008     |
| Excursionistas             | Argentina | 2008 - 2010     |
| San Martín de San Juan     | Argentina | 2010 - 2013     |
| Gimnasia de Jujuy          | Argentina | 2013            |
| Sarmiento de Junín         | Argentina | 2014            |
| Patronato de Paraná        | Argentina | 2014            |
| Douglas Haig de Pergamino  | Argentina | 2015 - 2017     |
| Excursionistas             | Argentina | 2017 - 2018     |
| Argentino de Marcos Juárez | Argentina | 2018 - presente |